# پونام داسگوپتا
پونام داسگوپتا (انگلیسی: Poonam Dasgupta) هنرپیشه اهل هند است.
وی بازیگر فیلم‌هایی همچون روزا من عاشقت هستم، عقاب، آقای باند، دریچه دل و عروسک گناهکار بوده‌است.